# PORTRAIT (フジファブリックのアルバム)
『PORTRAIT』（ポートレート）は、フジファブリックのメジャー12枚目のアルバム。2024年2月28日にソニー・ミュージックアソシエイテッドレコーズから発売された。

## 概要
前作『I Love You』より3年ぶりとなるアルバム。デビュー20周年記念作品であり、「原点回帰」をテーマに制作された。
初回生産限定盤と通常盤の2タイプでの発売。初回生産限定盤には特典映像である『クイズ フジファブリック～ミラクルレボリューションでランデヴー!!～』が収録されたBlu-ray、フォトブックがそれぞれ付属している。
シングル曲『君を見つけてしまったから』は未収録となっている。
2025年2月にバンド活動を休止する事を発表した為、現体制では最後のオリジナル・アルバムとなった。

## 収録曲

### Disc 1
| 全編曲: フジファブリック（9曲目を除く）。 |                                                                                          |                          |              |       |
| #                                         | タイトル                                                                                 | 作詞                     | 作曲         | 時間  |
| 1.                                        | 「KARAKURI」                                                                             | 加藤慎一                 | 山内総一郎   | 5:39  |
| 2.                                        | 「ミラクルレボリューション No.9」                                                        | 加藤慎一                 | 山内総一郎   | 4:41  |
| 3.                                        | 「Portrait」                                                                             | 加藤慎一                 | 山内総一郎   | 4:04  |
| 4.                                        | 「プラネタリア」                                                                         | 山内総一郎               | 金澤ダイスケ | 4:34  |
| 5.                                        | 「Particle Dreams」                                                                      | フジファブリック         | 金澤ダイスケ | 3:47  |
| 6.                                        | 「音の庭」                                                                               | 山内総一郎               | 山内総一郎   | 4:13  |
| 7.                                        | 「音楽」                                                                                 | 山内総一郎               | 山内総一郎   | 4:23  |
| 8.                                        | 「月見草」                                                                               | 山内総一郎               | 山内総一郎   | 3:54  |
| 9.                                        | 「瞳のランデヴー [フジファブリック×フレデリック]」(編曲: フジファブリック、フレデリック) | 金澤ダイスケ、山内総一郎 | 金澤ダイスケ | 4:16  |
| 10.                                       | 「ショウ・タイム」                                                                       | 山内総一郎               | 山内総一郎   | 5:20  |
| 合計時間:                                 | 合計時間:                                                                                | 合計時間:                | 合計時間:    | 44:54 |

### Disc 2
| #         | タイトル                                                               | 作詞  | 作曲・編曲 | 時間  |
| --------- | ---------------------------------------------------------------------- | ----- | ---------- | ----- |
| 1.        | 「クイズ フジファブリック ～ミラクルレボリューションでランデヴー!!～」 |       |            | 62:00 |
| 合計時間: | 合計時間:                                                              | 62:00 |            |       |

### 楽曲解説
1. KARAKURI
2. ミラクルレボリューション No.9
配信限定シングル。J SPORTS『2023 WORLD BASEBALL CLASSIC™』中継テーマソング[5]。
3. Portrait
アルバムタイトル曲。MVが製作されている[6]。
4. プラネタリア
23rdシングル。テレビアニメ『新しい上司はど天然』オープニングテーマ[7]。
5. Particle Dreams
配信限定シングル。
6. 音の庭
22ndシングル（両A面）。 NHK『みんなのうた』10月・11月放送曲[8]。
7. 音楽
山内が「音楽」へと向けたラブソング。歌詞中には「奥田民生」「サザンオールスターズ」が登場する[9]。
8. 月見草
「音楽」と同時期に製作が行われていた曲。
9. 瞳のランデヴー [フジファブリック×フレデリック]
配信限定シングル。フレデリックとのコラボレーション曲。
10. ショウ・タイム